# Kauppakatu (Jyväskylä)
Pour les articles homonymes, voir Kauppakatu.
Kauppakatu (français : rue des commerces), est une rue du quartier de Keskusta à Jyväskylä en Finlande.

## Situation
Kauppakatu est une rue dans du plan hypodammien de Jyväskylä dont une grande partie est piétonniere.
Kauppakatu est la seule véritable rue commerçante de Jyväskylä, le long de laquelle se trouvent les plus grands centres commerciaux de la ville: Forum, Torikeskus et Jyväskeskus, ainsi que le grand magasin Sokos.
Les petits centres commerciaux Kolmikulma et Kauppakulma sont également situés le long de la rue. À l'extrémité de la rue se trouve le parc de l'église.

## Système de dégivrage
Environ 5 000 m2 de la zone de la rue piétonne sont dégelés pendant l'hiver.
Ce coût a été payé par les propriétaires des bâtiments de la rue.
De plus, les propriétaires ont construit environ 1 500 m2 de système de dégivrage sur leurs propres parcelles.
La source de chaleur dans le système de dégivrage est l'eau du circuit de retour du réseau de chauffage urbain. La ville paie 40 pour cent et les propriétaires 60 pour cent des frais de fonctionnement du système de dégivrage.
Une bonne expérience a été acquise avec le système de dégèlement.
Les coûts d'entretien hivernal de la zone sont faibles, il n'y a presque pas d'accidents dus à des glissades et les propriétés de la section dégivrée économisent sur les coûts de nettoyage ainsi que, par exemple, les coûts de réparation des escaliers mécaniques.
À l'heure actuelle, les propriétaires du centre piétonnier installent presque systématiquement le système de dégivrage sur leur section de rue dans le cadre de rénovations majeures.

## Galerie

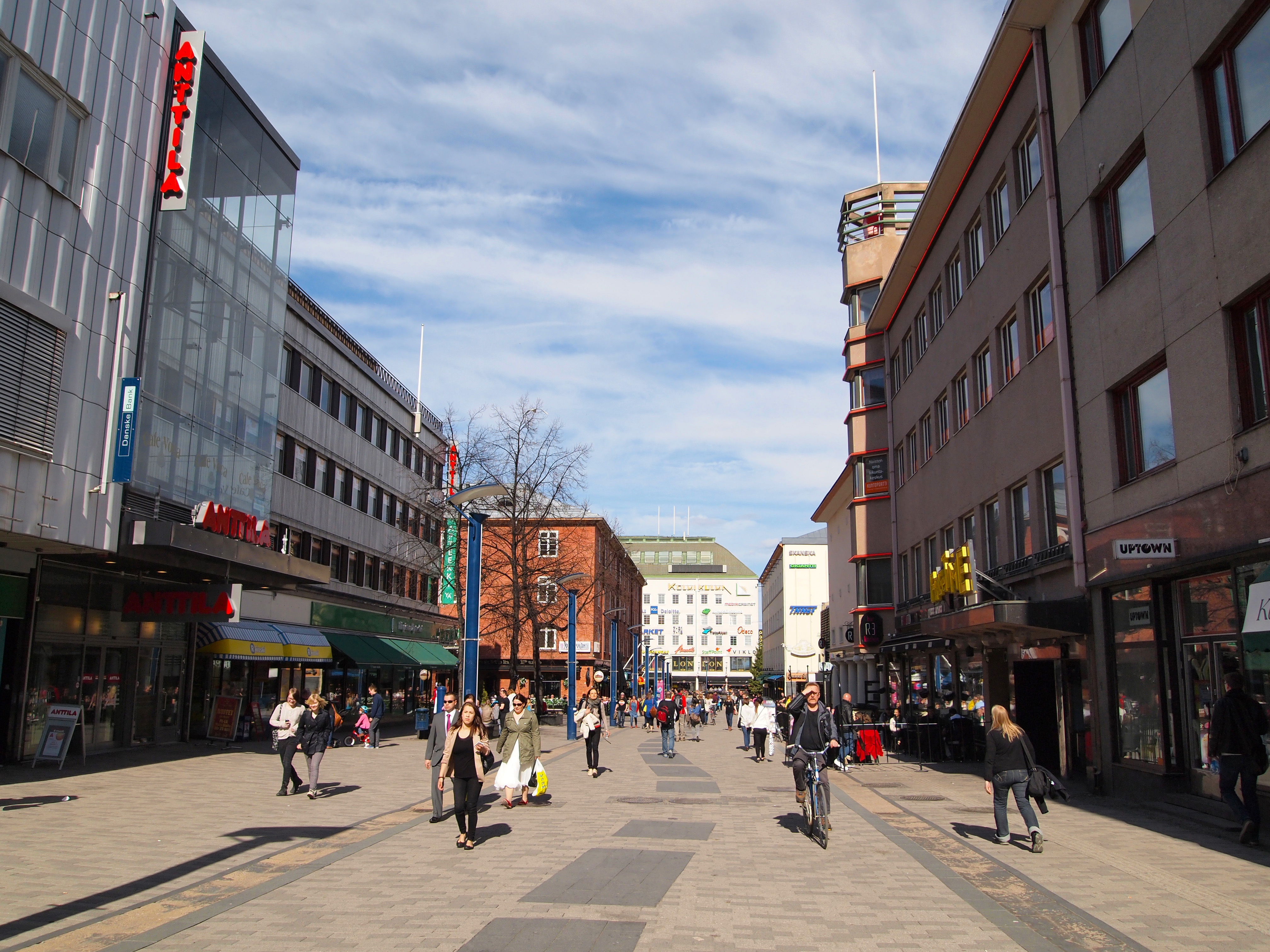
Kauppakatu.
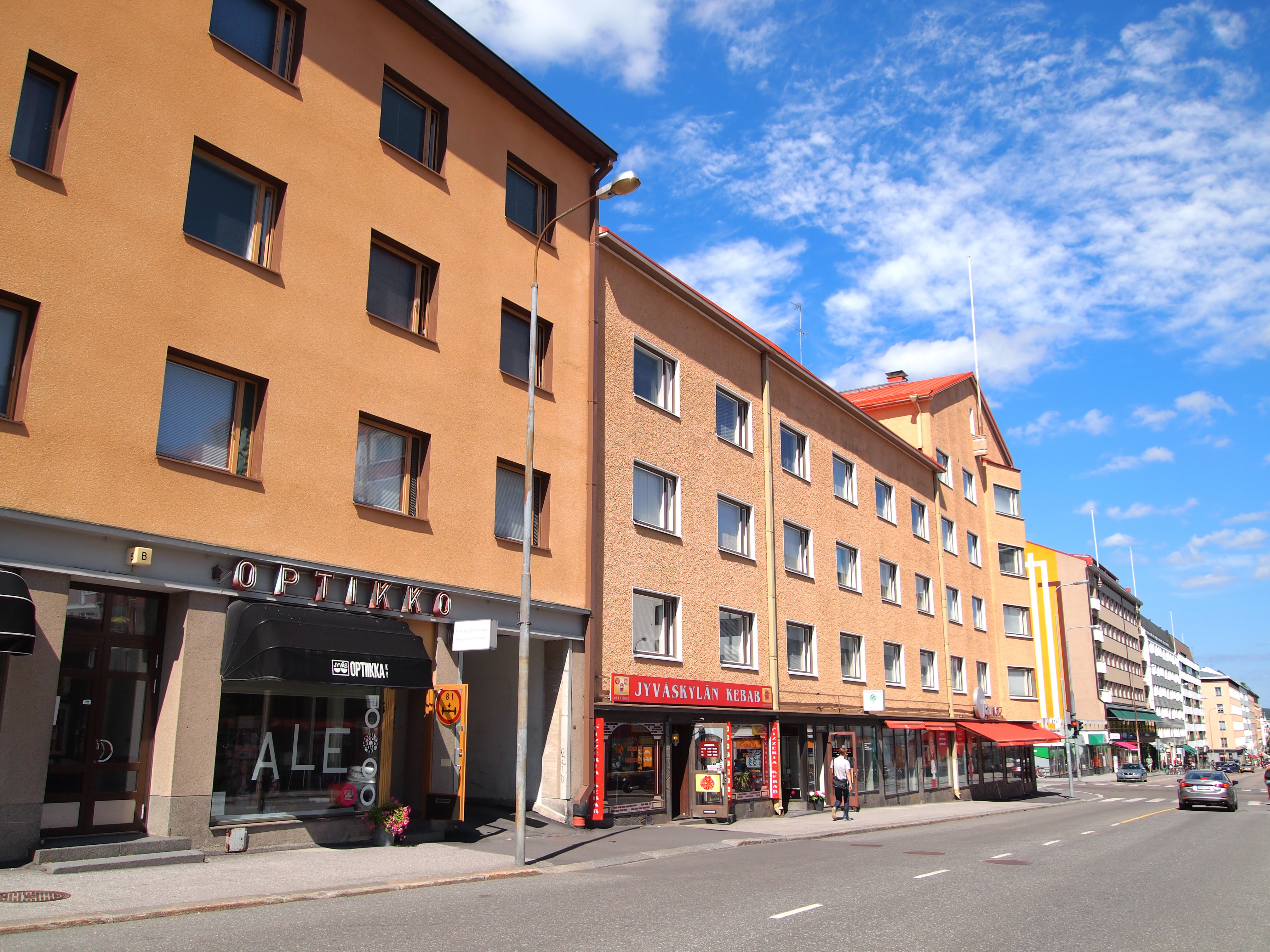
Kauppakatu 5 et 7.
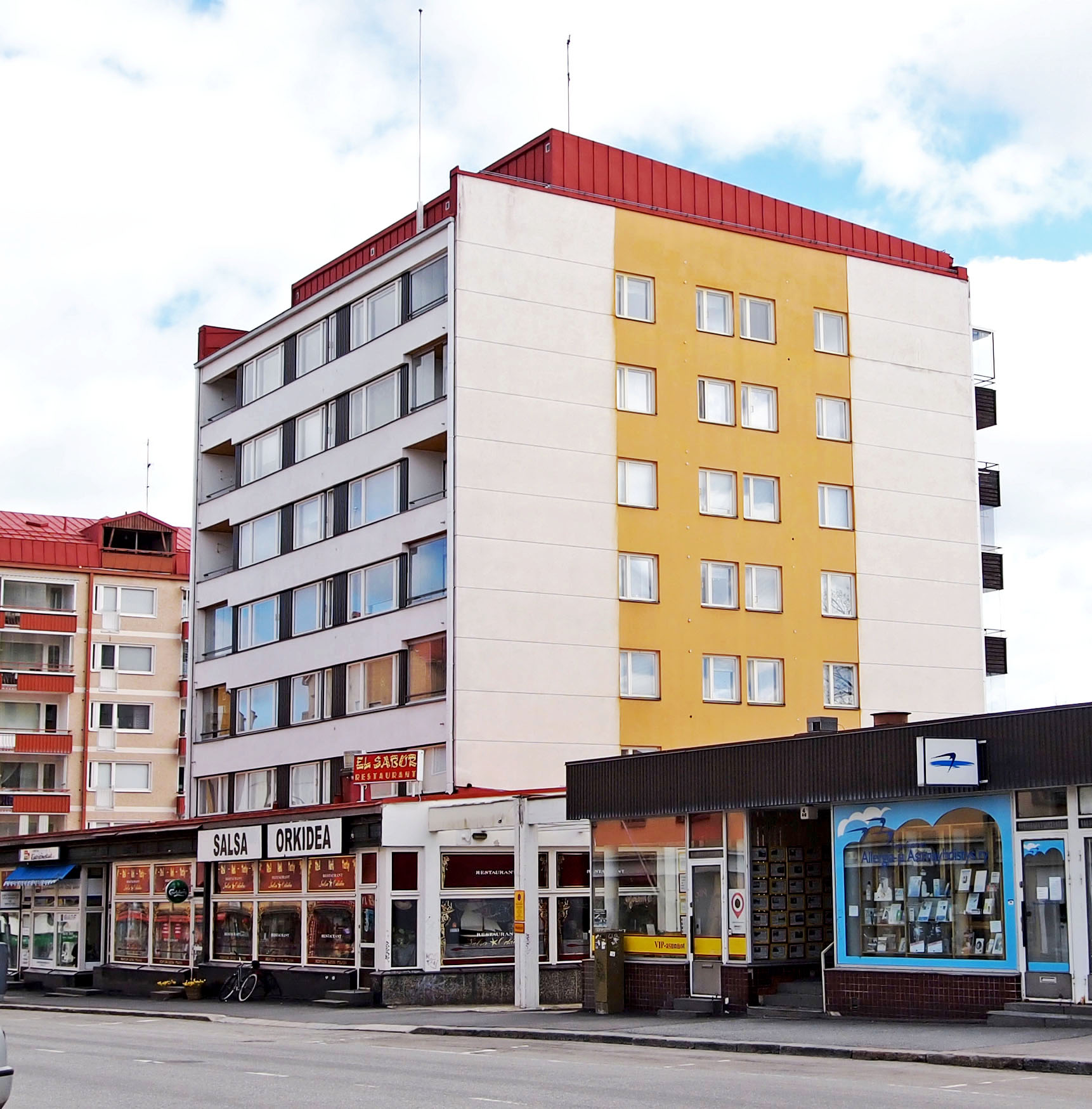
Kauppakatu 6.

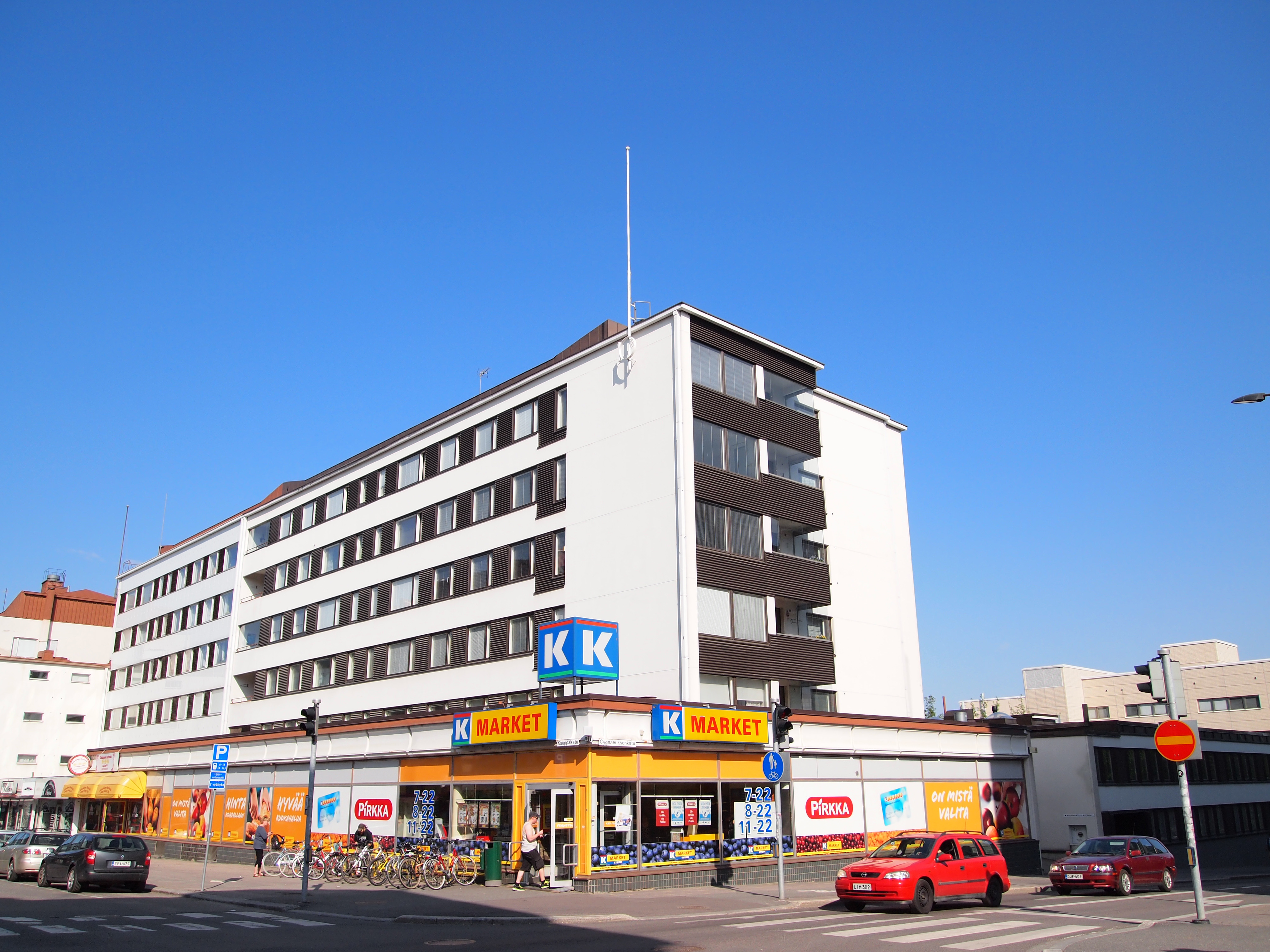
Kauppakatu 10.
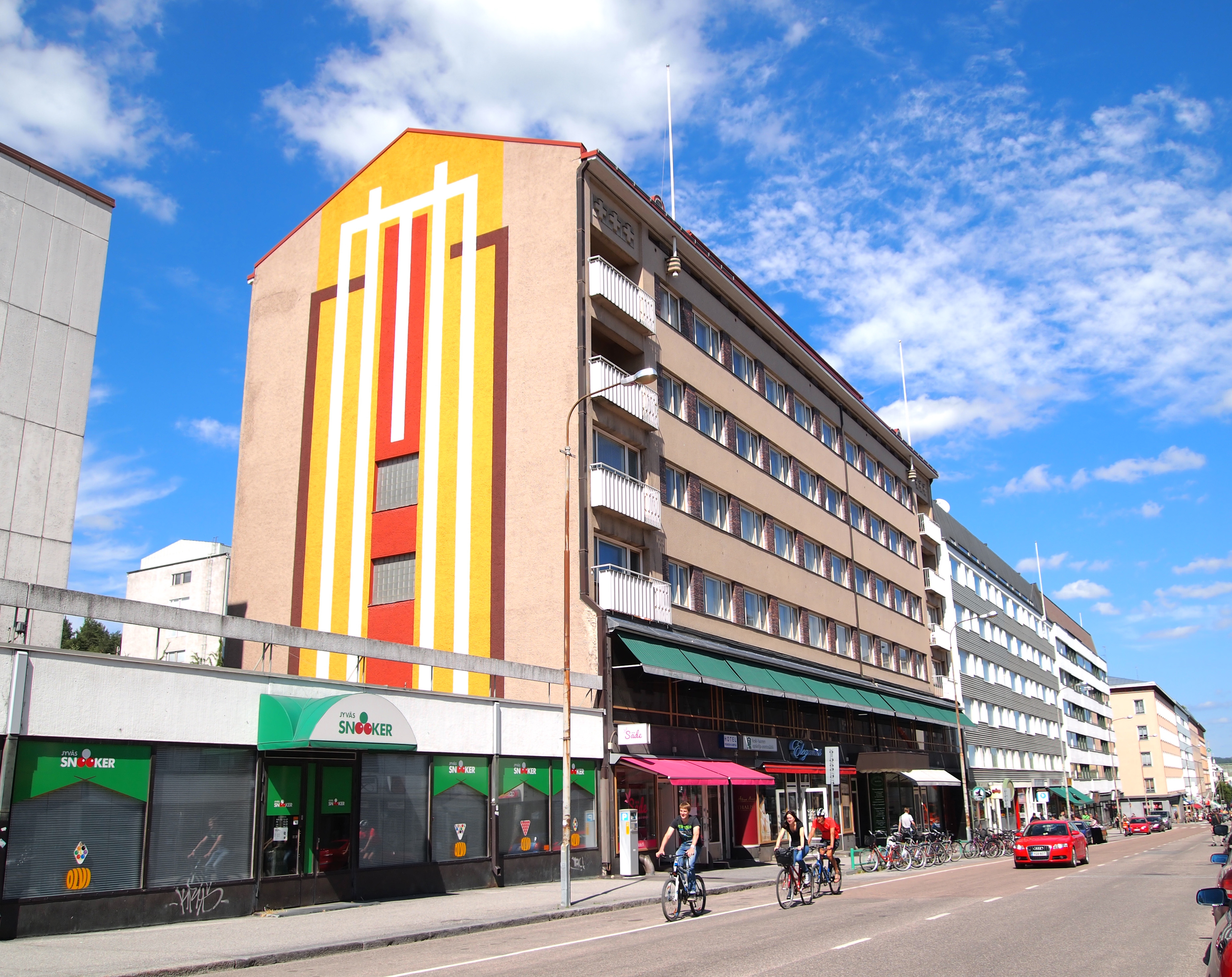
Kauppakatu 11.
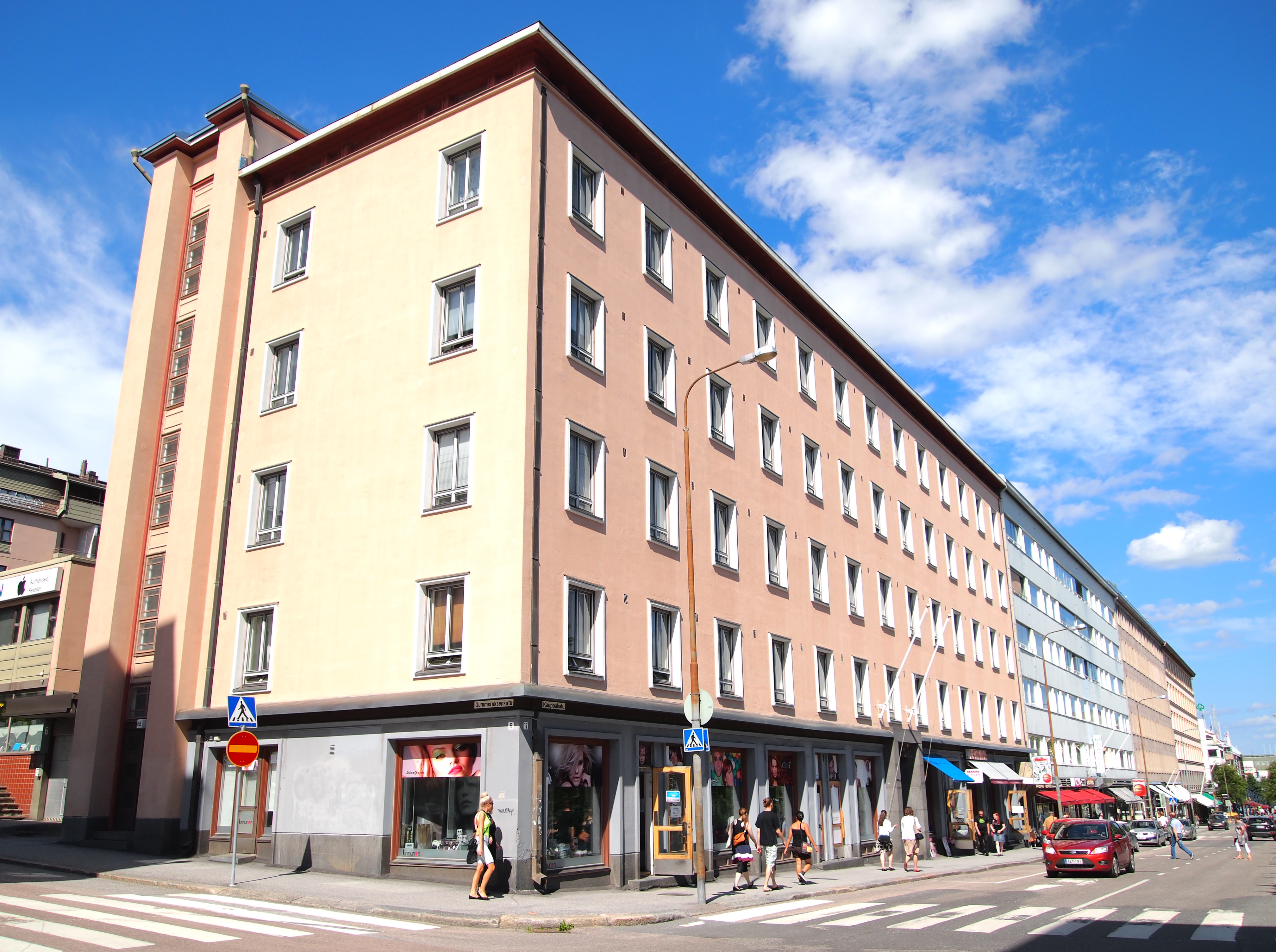
Kauppakatu 17.
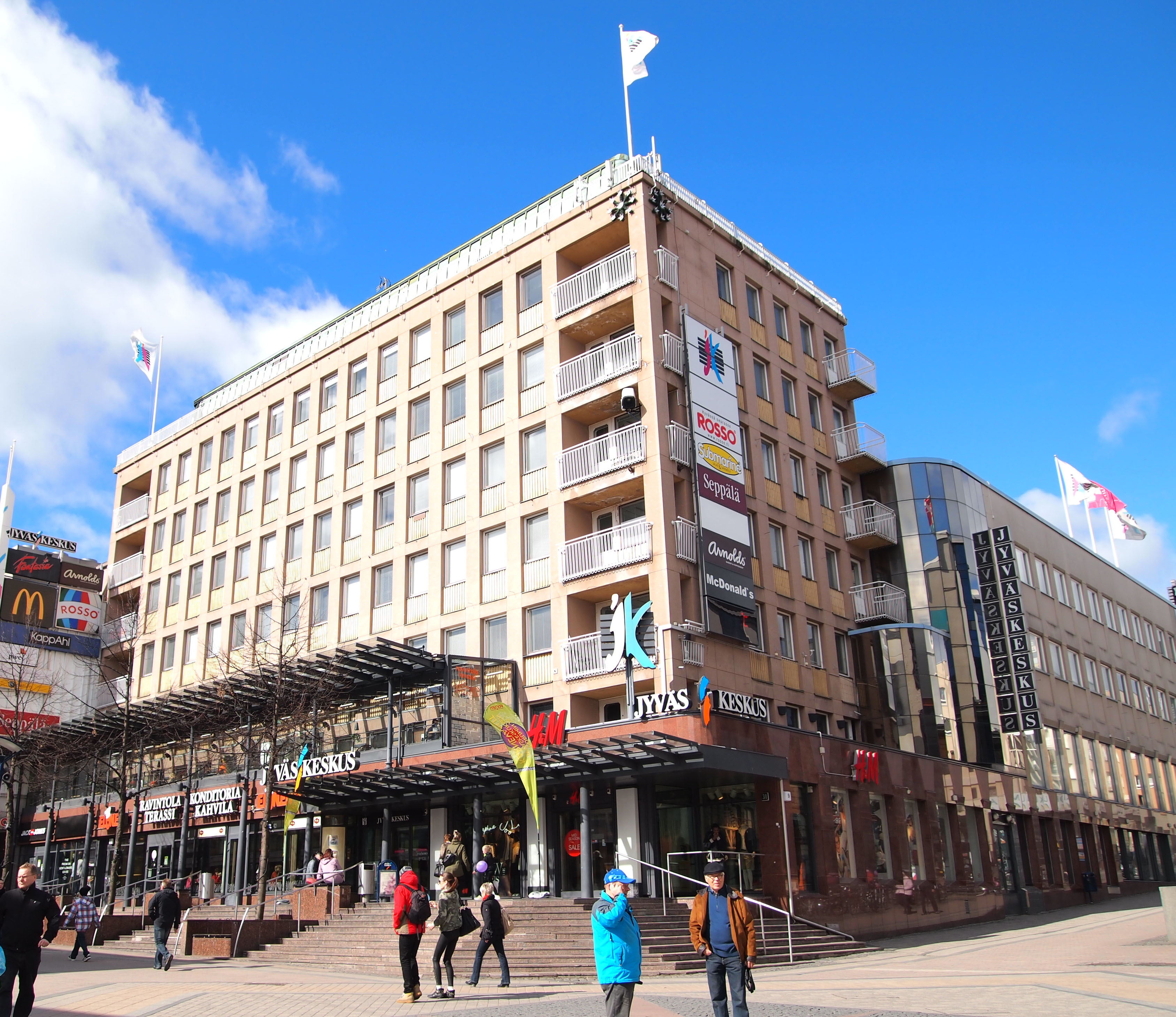
Jyväskeskus.

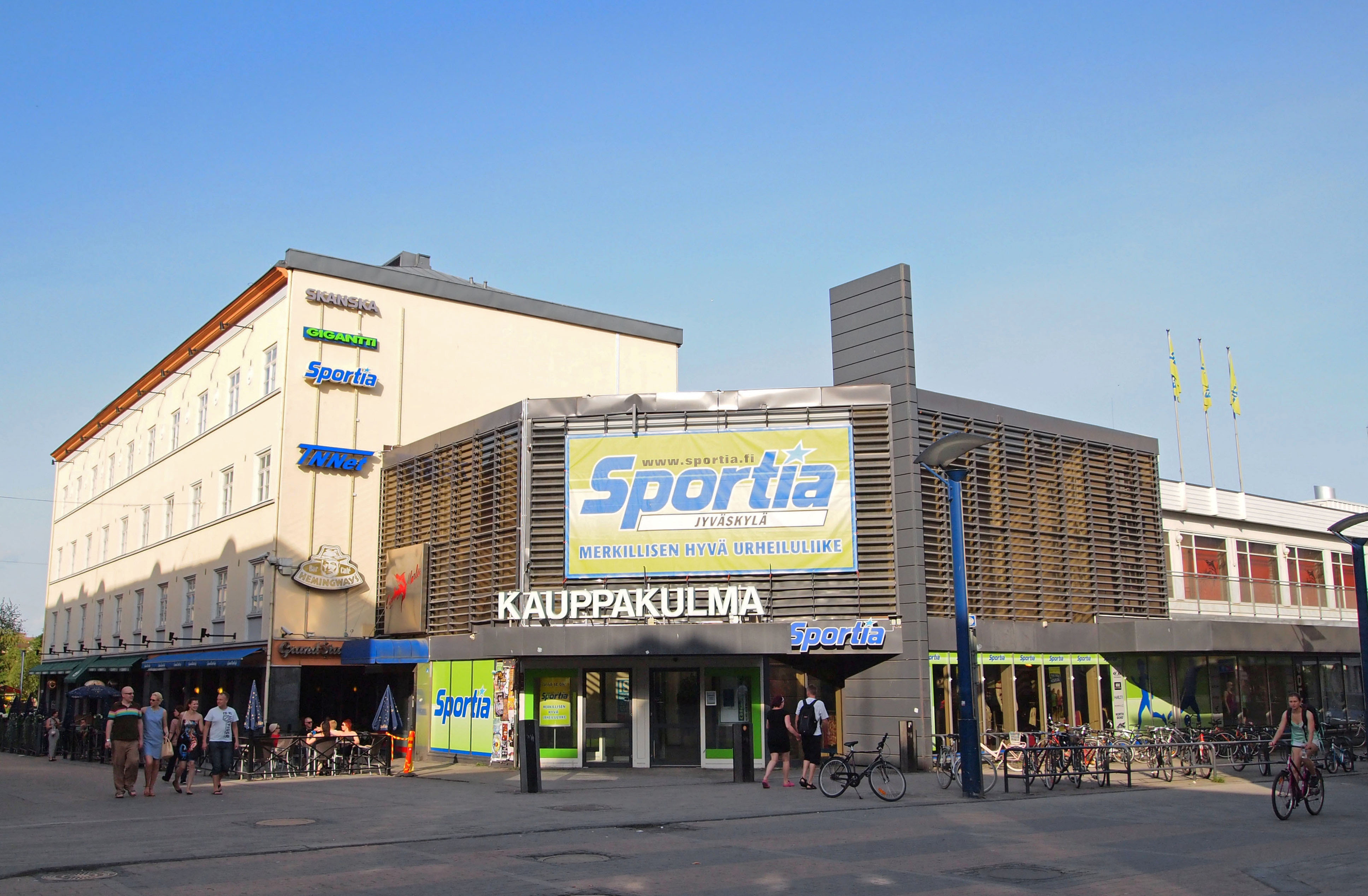
Kauppakulma.
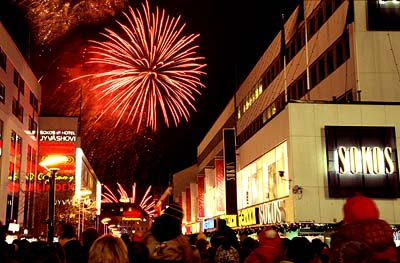
Kävelykatu au nouvel an, à gauche le Torikeskus et à droite le Sokos.
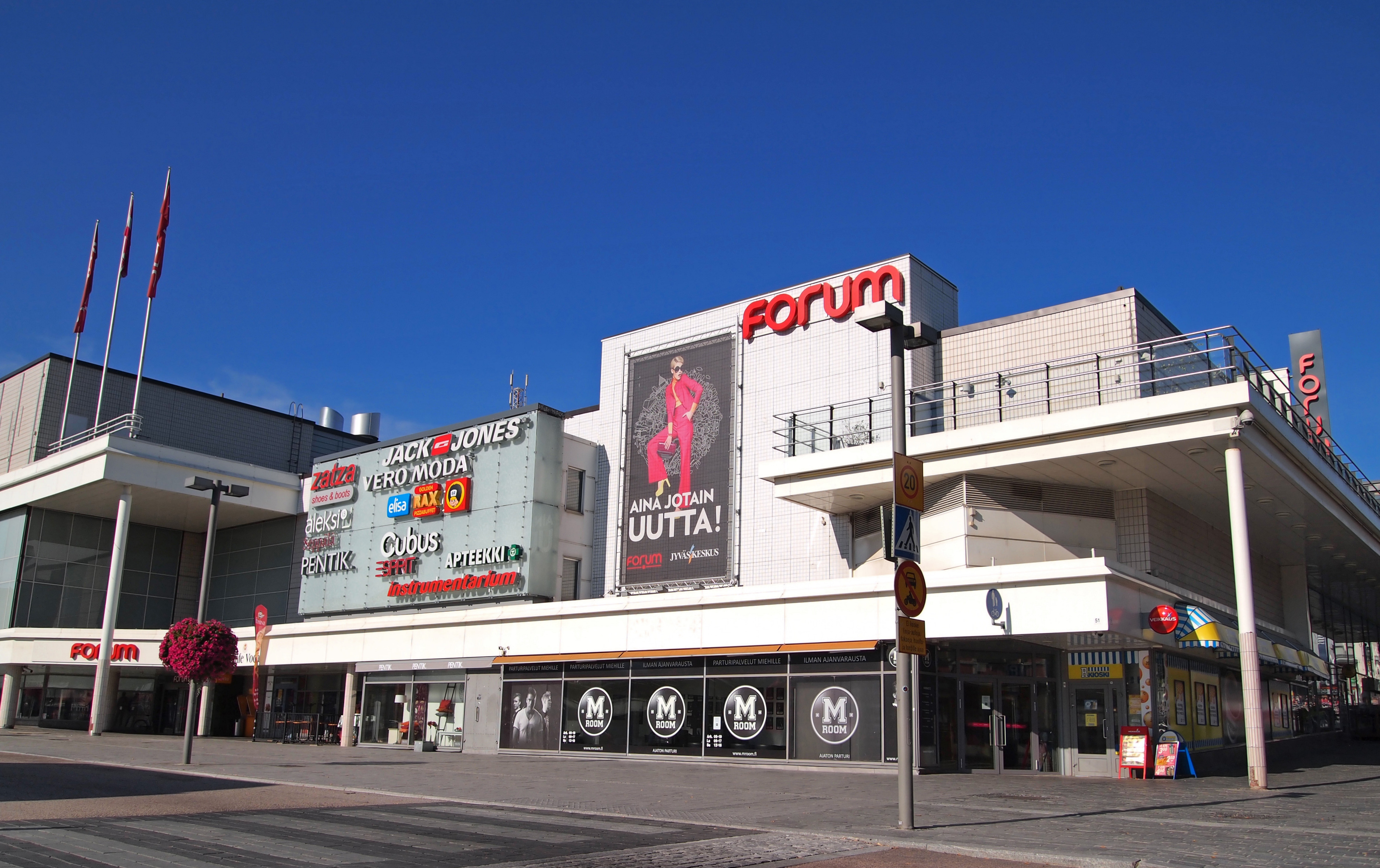
Forum.